# Pantai Indah
Pantai Indah är en strand i Indonesien.   Den ligger i provinsen Gorontalo, i den nordöstra delen av landet, 1 900 km öster om huvudstaden Jakarta.